# 小鬚叉尾鯰
小鬚叉尾鯰，為輻鰭魚綱鯰形目鯰科的其中一種，為熱帶淡水魚，分布於亞洲湄公河及湄南河流域，體長可達154公分，棲息在底層水域，生活習性不明。